# Rhagodes leucopygus
Rhagodes leucopygus är en spindeldjursart som beskrevs av J. Birula 1905. Rhagodes leucopygus ingår i släktet Rhagodes och familjen Rhagodidae. Inga underarter finns listade i Catalogue of Life.